# Bando (derecho)
Bando, en el ámbito del derecho administrativo, es la ordenanza, el edicto, ley o mandato dictado por las autoridades gubernativas del orden civil, como los alcaldes en los municipios españoles (bando). «Con carácter general, el bando viene a ser como un aviso, orden o llamamiento que se publica en forma solemne por una autoridad, conteniendo un mandato obligatorio para los particulares y autoridades subordinadas, dictando normas dentro de los límites de sus atribuciones, en tiempo y lugar».
En la España del siglo XIX se denominaban también bandos de policía y buen gobierno. A tenor del artículo 114.5 de la Ley municipal de 1870, «tienen  autoridad para dictarlos los gobernadores en las provincias y los alcaldes en los pueblos, autoridad que deriva de la potestad reglamentaria que tiene el poder ejecutivo, y que ejercen los alcaldes y gobernadores por delegación del ministro de Gobernación. En estos bandos pueden imponerse penas a los contraventores, pero no podrán exceder de las establecidas para las faltas en el Libro III del Código penal de 1870, salvo el caso de que se trate de materia regulada por leyes especiales.|Art. 625 del Código penal de 1870»
A los bandos de policía y buen gobierno dicen los artículos 20 y 21 de la Ley de Orden Público de 23 de abril de 1870, que «están sometidos toda clase de personas incluso los militares. Los bandos pueden publicarse por medio de pregón o por medio de edictos».

## Bando de guerra
Entre los bandos que merecen especial atención estaban el que debía publicarse para hacer saber la declaración del estado de guerra por consecuencia de alteración del orden público. 
En el ámbito militar, e históricamente, los bandos eran los que dictaba la autoridad militar una vez declarado el estado de guerra, así como los dictados durante esa circunstancia por los generales en jefe, gobernadores de plazas bloqueadas o sitiadas, y capitanes y comandantes generales de Marina. En este sentido, los bandos de guerra pueden ser de dos clases: en campaña y en los casos de declaración del estado de guerra. En España, «las ordenanzas militares establecían que para declarar el estado de guerra, un oficial acompañado por un piquete de soldados, con armas y una banda de cornetas, saldrá de la capitanía general o del gobierno militar de la plaza donde se declare dicho estado de excepción, leyendo el bando, en los sitios céntricos y fijándose posteriormente en la pared».
Las acciones u omisiones penadas en estos bandos se consideraban delitos o faltas, y de ellos se ocupaban los tribunales militares. Cf. art. 7.12 del Código de justicia militar; art. 1.4 del Código penal para la marina de guerra, art. 171.2 del Código de justicia militar.